# موندی نیسین
موندی نیسین (انگلیسی: Monde Nissin) شرکت صنایع غذایی فیلیپینی است، که در سال ۱۹۷۹ تأسیس شد.